# Sébastien Flute
Sébastien Flute (Brest, 25 de março de 1972) é um arqueiro francês, campeão olímpico.

## Carreira
Sébastien Flute representou seu país nos Jogos Olímpicos em 1992 a 2000, ganhando a medalha de ouro em 1992 no individual, com apenas 20 anos de idade.